# 애런 산체스

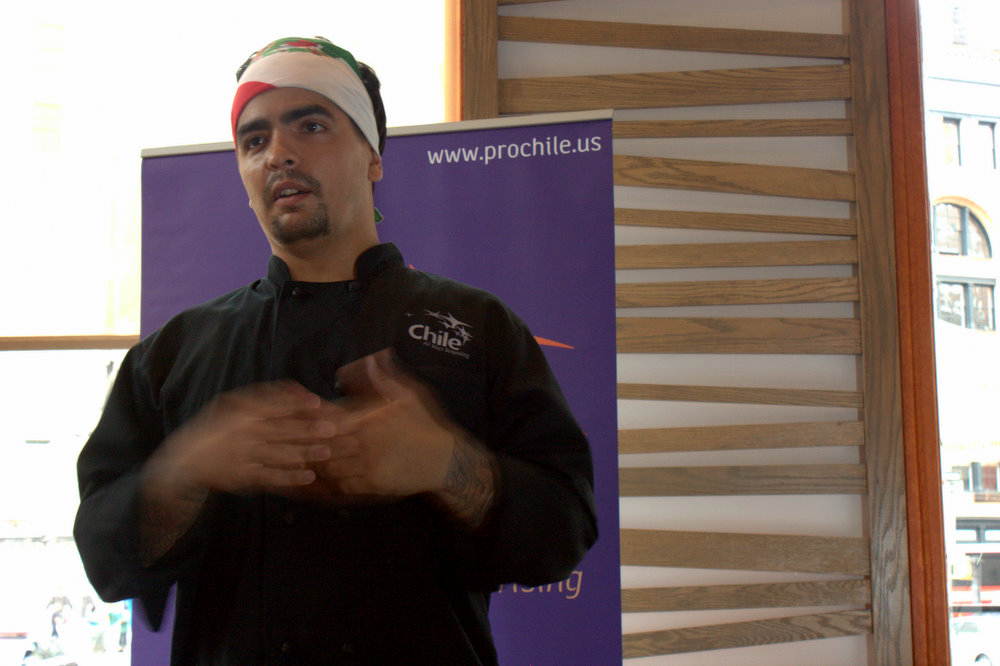
2009년 모습

애런 산체스(Aarón Sánchez, 1976년 2월 12일 ~ )는 멕시코계 미국인 유명 셰프, 레스토랑 경영자, 텔레비전 진행자, 요리책 작가 및 박애주의자이다. 뉴올리언스에 있는 멕시코 레스토랑 조니 산체스(Johnny Sánchez)의 총괄 셰프이자 일부 소유주이다.
푸드 네트워크(Food Network)의 히트 시리즈인 찹트(Chopped)와 찹트 주니어(Chopped Jr.)에 공동 주연을 맡았고 쿠킹 채널(Cooking Channel)의 에미상 후보에 오른 타코 트립(Taco Trip)을 진행했다. 그는 아이언 셰프 아메리카(Iron Chef America)에 출연했다. 또, 더 넥스트 아이언 셰프(The Next Iron Chef)에도 참여했다. 그는 두 권의 요리책의 저자이며 2019년 10월 1일에 회고록을 발표했다. 그는 라틴계 커뮤니티의 야심 찬 요리사들이 꿈을 쫓고 요리 학교에 다닐 수 있도록 애런 산체스 장학금 기금을 마련했다. 2017년부터 그는 FOX의 히트 리얼리티 TV 요리 대회 시리즈 마스터셰프(MasterChef)의 심사위원/진행자 중 한 명으로 시즌 7의 일부 에피소드에서 게스트 심사위원으로 출연했으며 고든 램지, 조 바스티아니치, 크리스티나 토시와 함께 공동 주최했다. 2017년 초에 데뷔한 시즌5에 게스트로 출연한 데 이어 2019년 3월에 데뷔한 마스터셰프 주니어 시즌7부터 심사위원으로 합류했다.

## 같이 보기
- 마스터셰프 US
- 마스터셰프 주니어
- 헬's 키친